# Mehdi Ebrahimi
Mahdi Asgar Ebrahimi (in persiano مهدی ابراهیمی،‎; 18 maggio 1996) è un lottatore iraniano, specializzato nella lotta greco-romana.

## Biografia
Ai campionati asiatici di Nuova Delhi 2020 ha vinto la medaglia d'oro nel torneo degli 82 chilogrammi, battendo in finale con il sudcoreano Choi Jun-hyeong.

## Palmarès
- Campionati asiatici

Nuova Delhi 2020: oro negli 82 kg.
- Giochi asiatici indoor e di arti marziali

Aşgabat 2017: oro negli 80 kg.
- Mondiali U23

Bucarest 2018: bronzo negli 82 kg.
- Asiatici U23

Ulan Bator 2019: oro negli 82 kg.